# Kašvár
Kašvár je národní přírodní rezervace v oblasti Latorica.
Nachází se v katastrálním území obce Ladmovce v okrese Trebišov v Košickém kraji. Území bylo vyhlášeno či novelizováno v letech 1953, 1980, 1993 na rozloze 116,4264 ha. Ochranné pásmo nebylo stanoveno.